# Mercedes Bresso
Mercedes Bresso (n. 12 iulie 1944, San Remo, Liguria, Italia) este un om politic italian, membru al Parlamentului European în perioada 2004-2009 din partea Italiei.

## Biografie
Mercedes Bresso s-a născut în Sanremo, provincia Imperia, Liguria. În 1969 a obținut diplomă în economie. Din 1973 este profesor universitar la Institutul Politehnic din Torino, Facultatea Inginerie.

## Carieră politică
Din 1989 Mercedes Bresso a fost membră a conducerii partidului Democrat de stânga la nivel provincial, regional și național. În perioada 1995-2004 a fost președinta Provinciei Torino, membră a Consiliului Regional (1985-1995) și al Executivului Regional (1994-1995), responsabilă de planificarea regională din Piemont.
În perioada 2000-2004 a fost președintele Federației Mondiale a Orașelor Unite. Din 2002 este vicepreședinte al Asociației italiene a Consiliului municipalităților și regiunilor europene. În perioada 2004-2005, a fost președinte al organizației Orașele unite și guvernele locale. 
Din martie 2005 până în octombrie 2008 a fost președintele Uniunii Federaliștilor Europeni.